# 獅子山上
《獅子山上》（英語：Lion Rock）是一部2019年香港勵志片，改編自「包山王」黎志偉真人真事，由一擊電影出品，梁國斌執導，鄭文豪、張忠亮、梁國斌聯合編劇，高先電影發行，曾麗芬、黎志偉聯合監製，為2019年香港亞洲電影節開幕電影，2021年新加坡華語電影節開幕電影，及獲第39屆香港電影金像獎新晉導演提名，2020年香港電影編劇家協會大獎年度最佳電影角色獎提名，電影於2019年11月14日上映。

## 故事簡介
攀石運動員紀大偉（林德信飾），因車禍半身不遂，眼看一生就此罷了，誰知意外後像獲得異能一樣，看透別人化身不同動物，自此走進一段奇幻復康之旅，途上每次荒誕遭遇，叫他學懂更瞭解自己。

## 演員
- 林德信 飾 紀大偉
- 衛詩雅 飾 蘇悅
- 朱鑑然 飾 夏至（少年紀大偉）
- 袁澧林 飾 Cathy（少年溫樂晴）
- 杜麗莎 飾 歐德琳
- 盧覓雪 飾 Oliver
- 張松枝 飾 朱耀祖
- 林嘉華 飾 喬佐治
- 車沅沅 飾 簡麗斯
- 樓南光 飾 楊永南
- 陳安瑩 飾 葉婉兒
- 李麗蕊 飾 護士長
- 崔碧珈 飾 護士
- 劉以達 飾 高級醫生
- 邵音音 飾 蕭雲柳
- 河國榮 飾 法官
- 吳浣儀 飾 高官
- 梁靖琪 飾 溫樂晴（成年）
- 方健儀 飾 脊醫
- 李健和 飾 的士司機

## 獎項及提名
| 年份 | 颁奖典礼                    | 奖项                 | 姓名                   | 结果 |
| ---- | --------------------------- | -------------------- | ---------------------- | ---- |
| 2020 | 第39屆香港電影金像獎        | 新晉導演             | 梁國斌                 | 提名 |
| 2020 | 香港電影編劇家協會大奬2020  | 年度推薦劇本獎       | 鄭文豪、張忠亮、梁國斌 | 提名 |
| 2020 | 香港電影編劇家協會大奬2020  | 年度最佳電影角色獎   | 衛詩雅                 | 提名 |
| 2020 | 第3屆MOVIE6全民票選電影大獎 | 全民票選最佳女主角   | 衛詩雅                 | 提名 |
| 2020 | 第3屆MOVIE6全民票選電影大獎 | 全民票選最佳新導演   | 梁國斌                 | 提名 |
| 2020 | 第3屆MOVIE6全民票選電影大獎 | 全民票選最佳電影海報 | 《獅子山上》           | 提名 |

## 外部連結
- 獅子山上的Facebook專頁
- 香港影庫上《獅子山上》的資料（繁體中文）
- 豆瓣电影上《獅子山上》的資料 （简体中文）
- 互联网电影数据库（IMDb）上《獅子山上》的资料（英文）